# Nadine Shah
Nadine Petra Katarina Shah (* 16. Januar 1986 in Whitburn (Tyne and Wear), England) ist eine britische Pop-Sängerin, Songwriterin und Musikerin (Gitarre, Klavier). Ihre Musik wird häufig mit der von PJ Harvey, Nick Cave und Marianne Faithfull verglichen.

## Biografie
Die Tochter einer Engländerin mit norwegischen Vorfahren und eines Pakistani wurde in Nordostengland geboren. Nadine Shah studierte Kunst und begann ihre musikalische Karriere im Teenager-Alter als Jazz-Sängerin in London. Bei Auftritten in Londoner Clubs mit eigenen Songs lernte Shah ihren späteren Manager Ben Hillier kennen.
Nach zwei EPs erschien 2012 ihr Debütalbum Love Your Dum and Mad, produziert von Ben Hillier. Thematisiert werden in dem Album die dunklen Seiten der Liebe. Musikalisch umgesetzt werden die Texte mit Gitarren, Klavier, Schlagzeug und Gesang. Das Album ist zwei Freunden gewidmet, die Selbstmord begingen.
Das zweite Album Fast Food kam im April 2015 auf den Markt. Davor war Shah als Gastmusikerin am Album Shedding Skin von Ghostpoet beteiligt.
Das dritte Album Holiday Destination, wie die Alben davor von Hillier produziert, erschien im August 2017. Shah verarbeitet in den Liedern ihre multikulturelle Identität und spricht politische Themen an. Es war für den Mercury Prize 2018 nominiert und wurde bei den AIM Awards zum „Independent Album of the Year“ ausgezeichnet.
Am 26. Juni 2020 wurde das vierte Studioalbum Kitchen Sink veröffentlicht, das positive Kritiken erhielt. Inhaltlich werden auf dem Album Sexismus und Geschlechterklischees aufgegriffen.
Mit ihrer Musik möchte sich Nadine Shah laut eigenen Aussagen für die Rechte von Frauen und Minderheiten einsetzen. Abseits der eigenen Musikproduktion plant sie eine Initiative für ältere Künstlerinnen, um ihnen den Wiedereinstieg in die Musikbranche zu erleichtern.

## Diskografie

### EPs
- 2012: Aching Bones
- 2013: Dreary Town

### Alben
- 2013: Love Your Dum and Mad
- 2015: Fast Food
- 2017: Holiday Destination
- 2020: Kitchen Sink
- 2024: Filthy Underneath